# Pierre de Savoisy
Pierre de Savoisy, mort le 13 septembre 1412, est un prélat français, évêque du Mans à la fin du XIVe siècle, puis évêque de Beauvais au début du XVe siècle. 